# Toño Jáuregui
Manuel Antonio Jáuregui Hidalgo (Lima, 10 de julio de 1972), conocido artísticamente como Toño Jáuregui, es un músico y cantautor peruano. Es cofundador de Libido, donde fue el bajista principal y compositor desde 1996 hasta 2012. Tras salir de Libido, formó la banda Union Cinema con la que lanzó un disco titulado Sinestesia (2013). A mediados de 2014 disolvió la banda y decidió continuar su carrera como solista grabando un disco en estudio titulado Creciente (2017).

## Biografía
Nació y creció en el tradicional Barrios Altos, del centro de Lima, el 10 de julio de 1972. 

## Carrera

### Libido
En el año 1996, junto con otros integrantes Salim Vera, Manolo Hidalgo, Jeffry Fischman, formaron Libido como una de las primeras agrupaciones en producir un rock alternativo en aquellas épocas. .
En el 2013 deja Libido y se crearon conflictos internos que se cree que duran hasta el día de hoy.
En el 2013 al abandonar Libido forma Union Cinema.
En el 2014, Jáuregui prohíbe legalmente que Libido toque los temas escritos por su persona.
En el 2015 se crearon rumores que la banda Libido se quedó legalmente con el nombre lo cual fue desmentido por él poco tiempo después de las constantes críticas al grupo. En ese mismo año también se crean conflictos entre Jáuregui, Vera e Hidalgo.
En el año 2017 lanza en plataformas virtuales su disco como solista llamado Creciente.
En el año 2024, se vuelve a unir a Libido, quienes hicieron una presentación fugáz de 2 canciones en el Parque Keneddy de Miraflores, con el line up original Salim, Toño, Manolo y Jeffry y anunciaron su concierto para julio de 2024.

### Solista
Actualmente, Toño se incursiona como solista, ya fuera de Libido y Union Cinema.

## Discografía

### Como solista
- Demos insólitos (2016)
- Creciente (lanzamiento, 21 de septiembre de 2017)
- Fantasma del Ayer (2022)

### Con Libido
- Libido (1998) bajo y compositor.
- Hembra (2000) bajo y compositor.
- Pop*Porn (2003) bajo y compositor.
- Libido acústica (2004) bajo y compositor.
- Lo último que hablé ayer (2005) bajo y compositor.
- Libido bebé (2007) productor  y compositor.
- Un día nuevo (2009) bajo y compositor.
- Rarezas (2010) bajo, productor y compositor.
- Libido en vivo (2011) bajo, productor y compositor.
- Un día nuevo en Londres  (2016) bajo y compositor.

### Con Union Cinema
- Sinestesia (2013) bajo, batería, guitarra, productor y compositor.

### Como solista
- Creciente (2017) bajo, batería, guitarra, productor y compositor.

- Fantasma del Ayer (2022) bajo, batería, guitarra, productor y compositor.